# Martín Hernández
Pour les articles homonymes, voir Hernández.
Martín Hernández est un acteur et monteur mexicain né le 19 janvier 1992 à Guadalajara, dans l'État de Jalisco, au Mexique.

## Filmographie

### Acteur
- 2001 : El Ezpinazo de Diablo
- 2006 : Bobby
- 2008 : Violanchelo
- 2009 : Wanted